# 노넨알
노넨알(Nonenal)은 다음과 같다.
- 2-노넨알
- 3-노넨알
- 4-노넨알
- 5-노넨알
- 6-노넨알
- 7-노넨알
- 8-노넨알

| Disambiguation icon | 이 문서는 명칭이 같은 여러 화합물을 연결하는 색인 문서입니다. |